# Río Reuss
El río Reuss es un río de Suiza. Tiene una longitud de 158 km y es uno de los principales afluentes del río Aar. Es el cuarto río de Suiza en longitud, después del Rin, el Aar y el Ródano. 
El Reuss nace en el macizo del Gotardo, cerca del paso de San Gotardo, a una altitud de 2.431 m. Este forma el valle de Andermatt y luego llega al lago de los Cuatro Cantones (lago de Lucerna), desde donde sigue su curso al atravesar la ciudad de Lucerna, dirigiéndose hacia el norte, en donde llega a desembocar en el río Aar.

## Galería

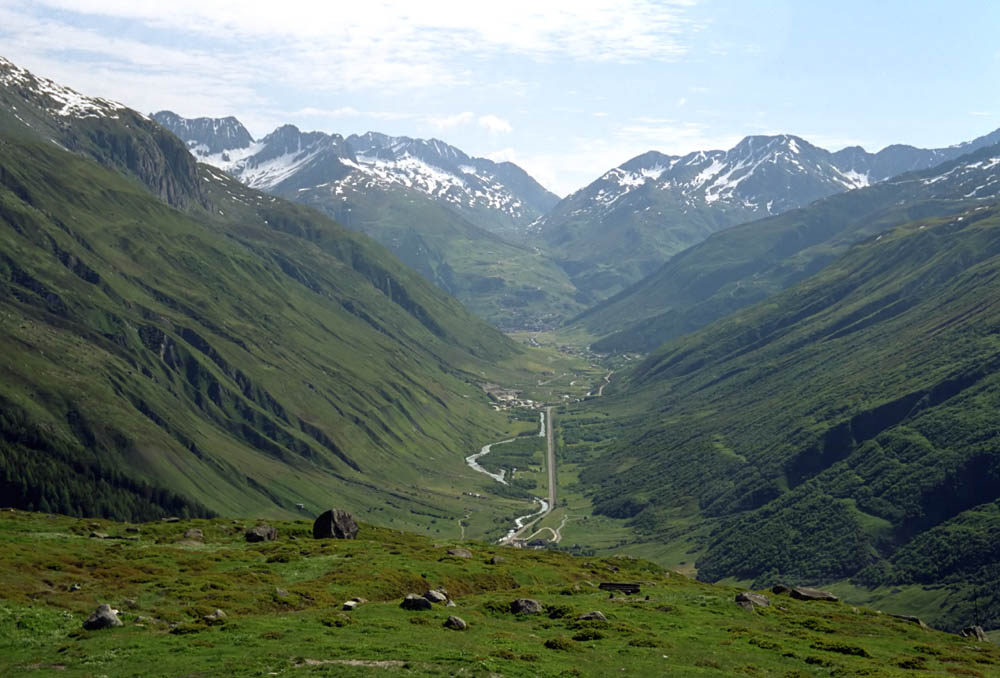
Vista del valle de Urseren
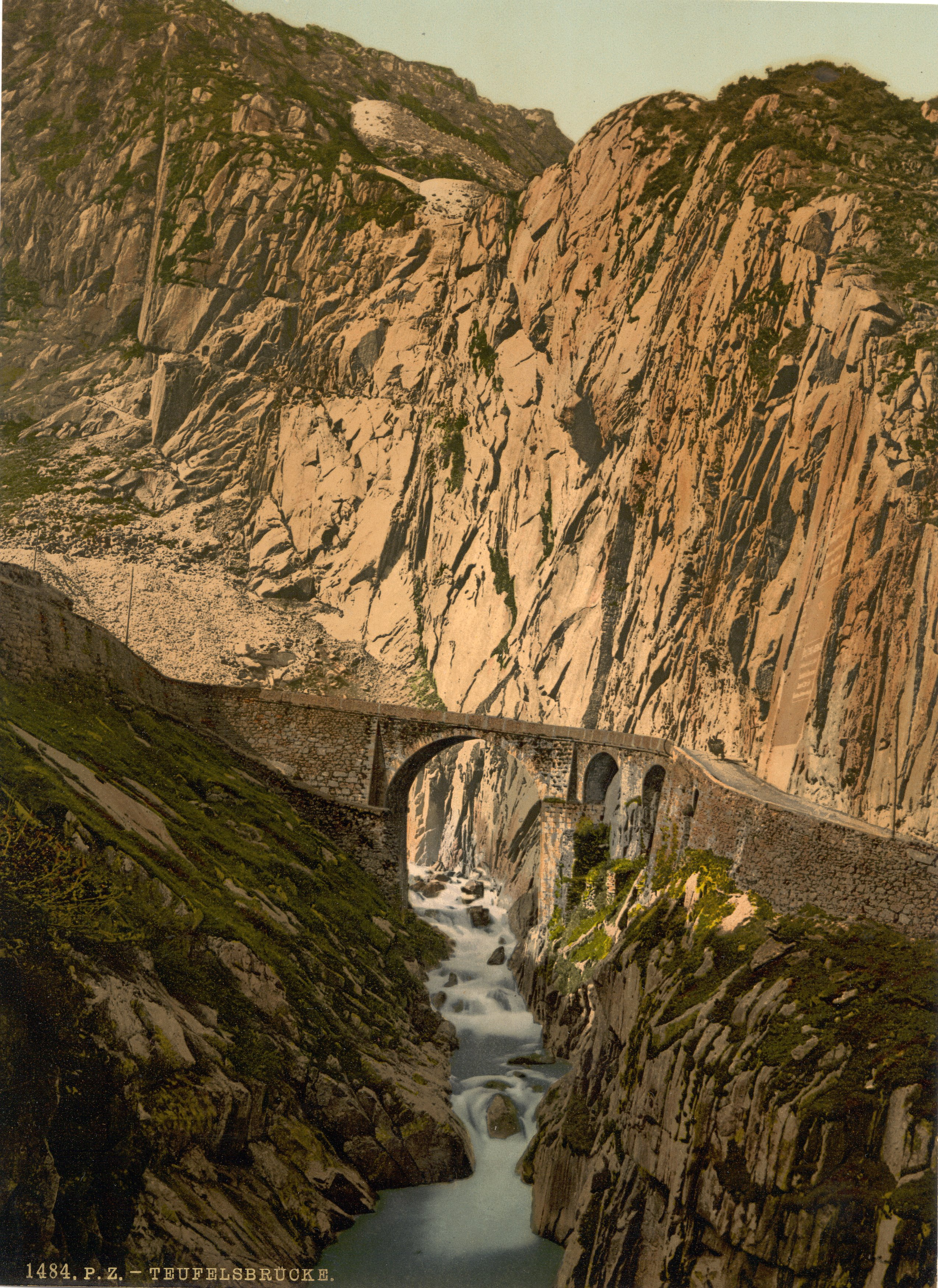
El puente del Diablo hacia 1900
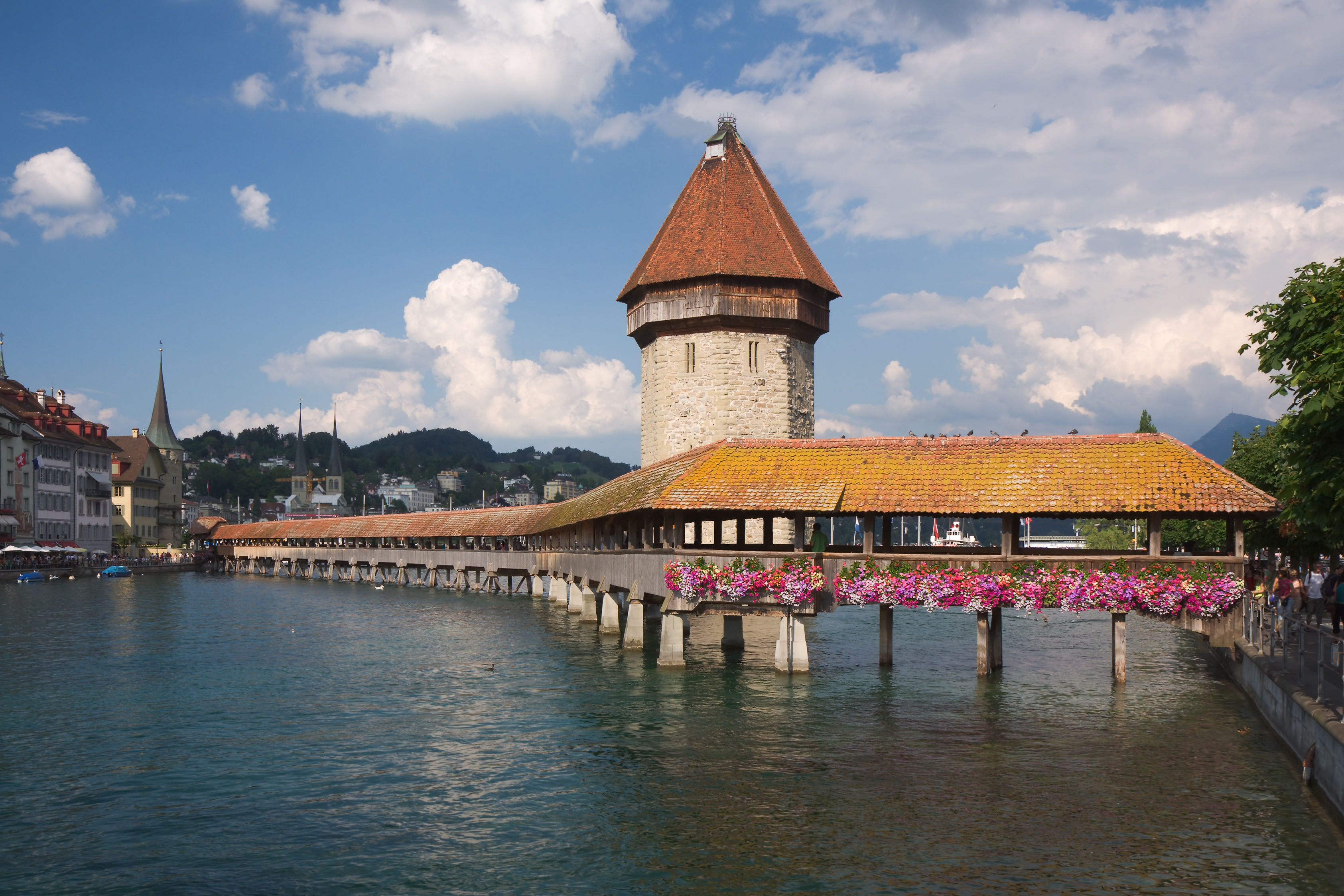
El puente de la capilla en Lucerna
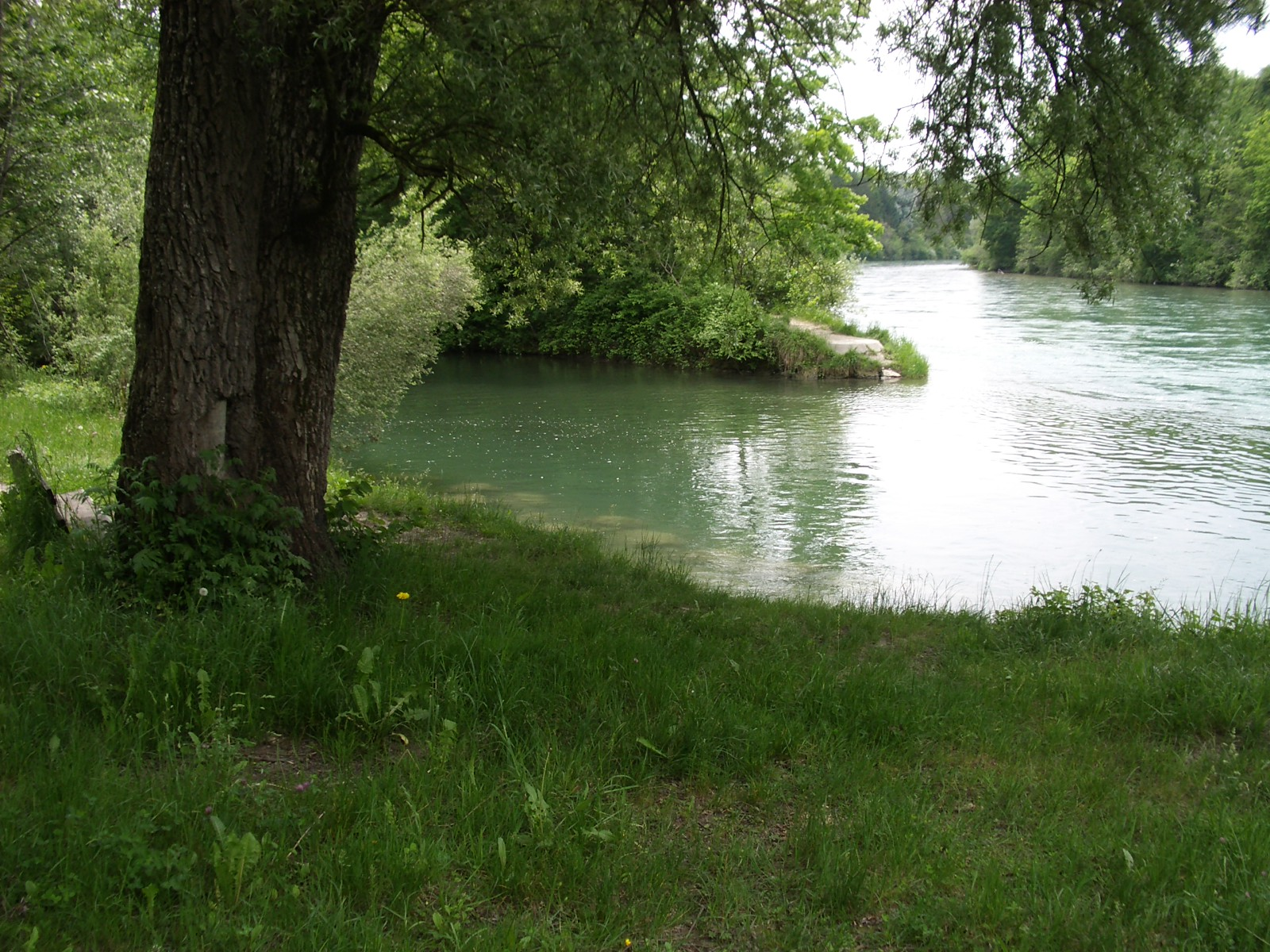
Desembocadura del Lorze, a la derecha el Reuss
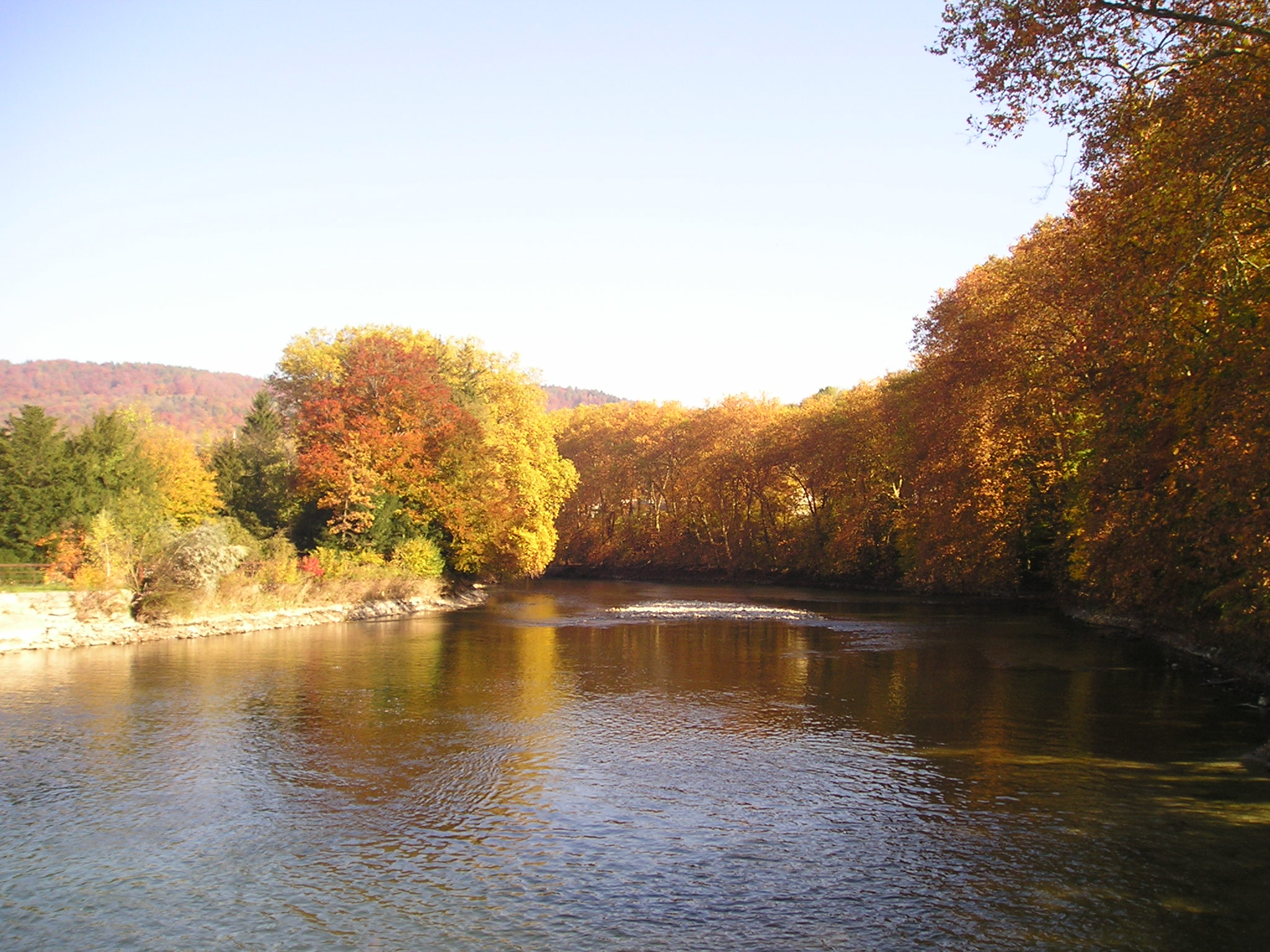
El Reuss poco antes de desembocar en el Aar
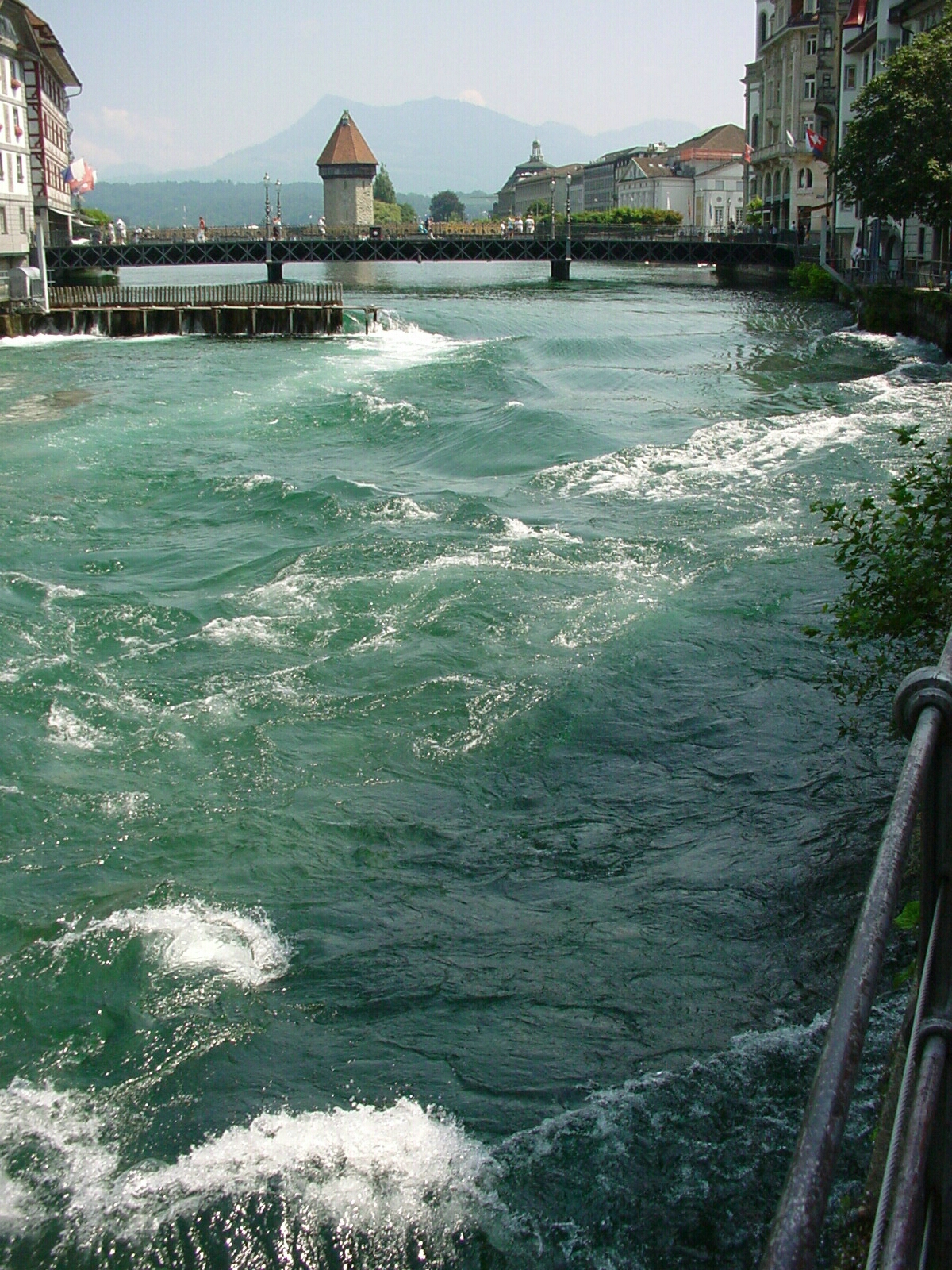
El Reuss a su paso por Lucerna en 2004